# El Vals del Obrero
El Vals del Obrero (с исп. — «Рабочий вальс») — альбом испанской ска-панк группы Ska-P, изданный в 1996 году.

## Об альбоме
Открывающая альбом песня «El Gato López» («Кот Лопес») представляет слушателю полуголодного кошачьего пикаро, в котором без труда угадывается сходство с современным панком. Остальные композиции более непосредственно связаны с политическим активизмом. Поднимаются вопросы положения рабочих, религии, политических манипуляций, прав животных и др.

## Список композиций
1. «El Gato López»
2. «Ñapa Es»
3. «El Vals del Obrero»
4. «Revistas del Corazón»
5. «Romero el Madero»
6. «Sectas»
7. «No Te Pares»
8. «Cannabis»
9. «Insecto Urbano»
10. «Animales de Laboratorio»
11. «La Sesera No Va»
12. «Sexo y Religión»
13. «Paramilitar» (бонус-трек в некоторых изданиях)